# 北屯市
47°21′30″N 87°49′05″E / 47.358333°N 87.818056°E
北屯市是中华人民共和国新疆维吾尔自治区下辖的县级市，与新疆生产建设兵团第十师实行“师市合一”，位于新疆阿勒泰地区境內阿勒泰市和福海县之间，面积911平方公里，人口约10.5万人，市人民政府驻北屯镇团结路300号。

## 歷史
十师北屯市的前身是中国人民解放军二十二兵团骑兵第七师，1953年6月改番号为中国人民解放军新疆军区农业建设第十师，1955年1月建制一度撤销，1959年1月新疆生產建設兵團恢复农十师，同年4月5日在巴里巴盖正式成立，1958年8月選定多勒布爾津為师部新駐地，因是中国最北的屯垦戍边重地而命名為“北屯”，1959年5月十师抽调基建人员从巴里巴盖前往北屯開始建設，1959年11月1日农十师师部正式迁至北屯。
1971年1月，北屯镇革命委员会成立，1974年改为北屯镇人民政府，隶属阿勒泰县，1975年5月兵團农十师建制撤销，成立阿勒泰地区农垦局。1982年4月1日恢复原建制。2011年12月20日中國國務院批准设立自治区直辖的县级北屯市，同年12月28日北屯市正式成立，2012年12月13日新疆生产建设兵团农业建设第十师更名为新疆生产建设兵团第十师，2019年9月16日北屯市由團場轉設的双渠镇、丰庆镇和海川镇正式成立。

## 地理
境内平原多为额尔齐斯河与乌伦古河形成的冲积平原，得仁山位于市中心。地表水水源有河流、湖泊和自然坑塘，境内有额尔齐斯河、乌伦古河等58条河流。年平均气温3.6-3.9°C，极端最低气温零下49度，年降水量87-188.6毫米，蒸发量为1900-2300毫米，无霜期年平均约120天。
土壤由额尔齐斯河冲积而成，多为耕层浅的砾质砂土和轻壤土。主要植被有大籽蒿、芨芨草、猪毛菜、甘草、芦苇、苦豆子、梭梭、胡杨、白桦、沙拐枣等，野生动物有狐狸、狼、熊、河狸、猞猁、紫貂、水獭、雪鸡、羚羊、鹿等，白斑狗鱼、河鲈、江鳕、欧鳊为中国珍稀鱼种。

## 經濟
农业主产小麦、水稻、玉米、向日葵等，经济作物主要为棉花、甜菜、西瓜、辣椒等，畜牧业以养殖牛、猪、羊等牲畜为主，拥有可养殖水面126平方千米，主要中药材有鹿茸、党参、黄芪、贝母、雪莲花、阿魏、甘草、麻黄、五灵脂等。2021年北屯市实现地区生产总值71.7465億元，其中第一产业增加值19.5903億元，第二产业增加值16.6980億元，第三产业增加值35.4583億元，人均生产总值69,507元。

## 社會
2021年末北屯市总人口104,811人，其中男性53,196人，女性51,615人，出生率4.18‰，死亡率3.23‰，人口自然增长率0.95‰。216国道、318省道、319省道在此交会，奎阿高速公路过境，奎北铁路北屯市站于2011年6月份启用，名胜有国家AAA级旅游景区图瓦民俗文化旅游村和布伦托海海滨风情旅游区。

## 行政区划
北屯市下辖3個街道、3个镇：天骄街道、龙疆街道、军垦街道、双渠镇、丰庆镇、海川镇。